# シリーズAラウンド
シリーズAラウンドは、企業が、最初の重要なベンチャーキャピタル出資を受ける段階を指す名称である。出資によって投資家に発行される優先株式を指すこともある。通常、シリーズAラウンドでの株式は、創業者、従業員、友人や家族、エンジェル投資家への普通株式や、普通株式オプションの発行がされた後に、初めて発行されることになる。シリーズＡなどの区分は、ベンチャー投資家の投資先の分類などにもともと由来するもので、出資を求める起業家も創業段階からの資金調達の目途としての概念として用いるようになっている。

## 説明
シリーズA優先株式は、シード期（企業の草創期）や事業開始後の初期段階に、ベンチャーキャピタル投資家の出資を受けて、最初に発行する株式であり、株式公開（IPO）や会社の売却などの場合には、普通株式に転換されることが多い。
シリーズAラウンドは新会社の資金調達において重要な局面である。シリーズAラウンドでの調達額は普通は200万ドルから1000万ドルの間であり、投資家は企業の10%～30%分の株式を購入する。シリーズAで調達した資本は普通は製品開発、初期のマーケティングとブランド戦略の実施、社員の雇用および早期段階での事業運営に着手するための6ヶ月から2年間の資金に使用される。

## 資本元
公的取引所で有価証券を取引できない非上場企業はベンチャーキャピタル企業やプライベートエクイティ投資家などとは投資家が信頼する人物やビジネス関係者などからの暖かい紹介、投資家会議および投資家グループに直接アピールできる「demo day」など複数の方法で接触する。エクイティ・クラウドファンディングがより確立されるにつれて、スタートアップは米国では「Onevest」「SeedInvest」英国では「Seedrs」などのプラットフォームを使用してシリーズAラウンドの一部の資金をオンラインで調達している。これらの混合ラウンドには、エンジェル投資家、戦略的投資家、およびオフラインベンチャーキャピタル投資家などが混在している

## 構造
事業資金が必要だが、ベンチャーキャピタルへ接触する準備がまだ整っていない企業は、通常エンジェル投資家からの出資を受けることを模索する。ソフトウェア・データサービス・電気通信などの分野では、事業コストを考えると巨額の資金を調達することはないが、医薬品・半導体・不動産開発などの分野では、シリーズAラウンドの投資額は、通常1000万ドルを超える。
シリコンバレーを中心とした米国ベンチャーキャピタルのシリーズAラウンドは、テクノロジー業界を網羅するビジネス報道、ブログ、業界レポートなどのメディアで広く報道されている。シリーズAラウンドは非テクノロジー業界以外でも行われ、投資銀行、法人投資家、エンジェル投資家、公的機関などからの投資を受けている。それらはすべて同様の法的および財務的枠組みを共有しているが、特定の用語、取引条件および投資実務は、異なる国、事業部門、投資家コミュニティ、地理的地域内のビジネス慣習によって異なる。